# Izabella Horodecka

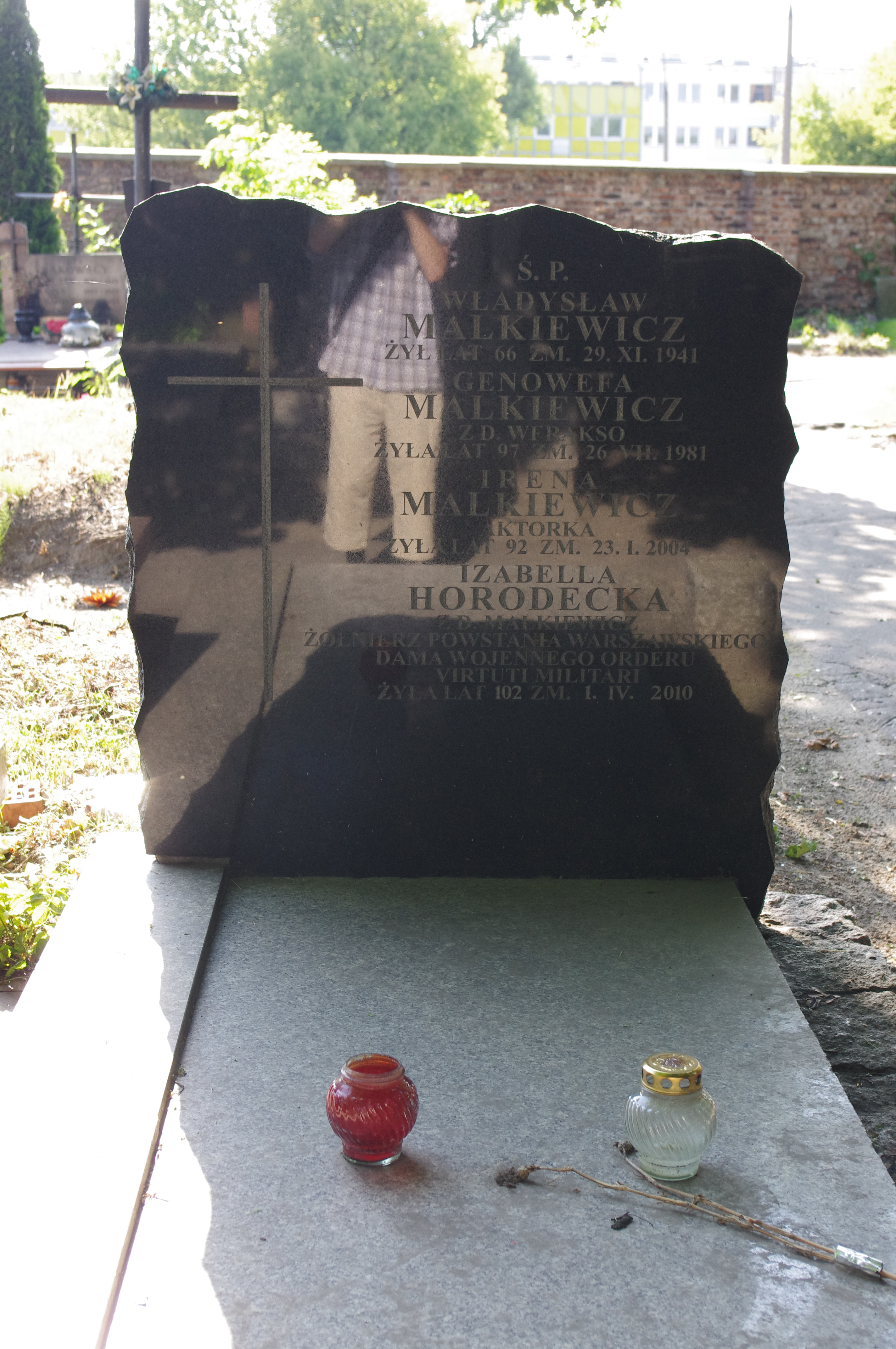
Grób Izabelli Horodeckiej na Starych Powązkach w Warszawie

Izabella Maria Horodecka ps. „Teresa” (ur. 18 kwietnia?/1 maja 1908 w Moskwie, zm. 1 kwietnia 2010 w Warszawie) – podpułkownik Wojska Polskiego, oficer Armii Krajowej, dama Orderu Virtuti Militari, uczestniczka powstania warszawskiego, działaczka Polskiego Towarzystwa Turystyczno-Krajoznawczego (PTTK), podróżniczka, współpracowniczka Polskiego Związku Kajakowego (PZKaj).

## Życiorys
Urodziła się 1 maja 1908 w Moskwie, w rodzinie Władysława Malkiewicza i Genowefy z domu Werakso. Była starszą siostrą Ireny (1911–2004).
Wspólnie z siostrą pobierała nauki na trzyosobowych, prywatnych polskich kompletach. W 1918 zdała egzamin wstępny do 1 klasy polskiej szkoły, którą prowadziła Anna Jakubowska. W tym samym roku wraz z rodziną przeniosła się do Wilna, a rok później, w związku z wojną polsko-bolszewicką, do Warszawy, gdzie ukończyła Gimnazjum Żeńskie Anny Jakubowskiej, które zostało przeniesione z Moskwy. W 1927 na Uniwersytecie Warszawskim rozpoczęła studia historyczne. Uprawiała wioślarstwo w ramach AZS. Po dwóch latach przeniosła się do pomaturalnej Szkoły Handlowej, którą ukończyła w 1931, a następnie przez kilka miesięcy pracowała w Związku Zakładów Ubezpieczeń Społecznych Pracowników Umysłowych. 1 stycznia 1932 wyszła za Zygmunta Horodeckiego (ur. 1906), młodszego brata Leona i przerwała pracę. W 1933 razem z mężem wyjechała na Śląsk, a do Warszawy powrócili w 1937, w związku z przeniesieniem męża do pracy w Ministerstwie Sprawiedliwości.
W 1938 ukończyła Kurs Sióstr Sanitarnych Polskiego Czerwonego Krzyża i odbyła praktykę w Szpitalu Ujazdowskim. 24 sierpnia 1939 została zmobilizowana i przydzielona do Samodzielnego Zespołu Chirurgicznego Nr 13 Szpitala Ujazdowskiego, a następnie Szpitala Polowego Nr 104, w których pełniła funkcję siostry operacyjnej. 6 września 1939 po raz ostatni widziała swego męża, który wraz z pozostałymi pracownikami Ministerstwa Sprawiedliwości został ewakuowany z miasta. Szpital został ewakuowany do Trembowli, a Izabella pracowała w nim do 30 października 1939. Była świadkiem jak władze sowieckie aresztowały personel szpitala, który razem z przebywającymi w nim żołnierzami wywieziono do ZSSR. Udało jej się razem z dr W. Jastrzębskim, który jako jedyny został pozostawiony w szpitalu, wyprowadzić część rannych z którymi 7 listopada 1939 dotarli do Warszawy. W styczniu 1940 zaczęła pracować jako księgowa w kawiarni artystów filmowych przy ul. Złotej 7, a współwłaścicielką lokalu była jej siostra Irena. Pracowała również dodatkowo w Przedsiębiorstwie Transportowo-Budowlanym inż. J. Przybylskiego, które wraz z jego filiami w Brześciu i Baranowiczach osłaniało działalność dywersyjną „Wachlarza”. Zaprzysiężona w kwietniu 1942 w Armii Krajowej pod ps. „Teresa”. Samochodami przedsiębiorstwa w którym pracowała, pomagała organizować przerzuty ludzi, broni i materiały wybuchowe za Bug. 3 października 1942 aresztowana przez gestapo i przesłuchiwana na Szucha, ale wkrótce została zwolniona. Brała udział w przygotowaniu odbicia więźniów w Pińsku. 17 marca 1943 przeniesiono ją służbowo do referatu 993/W, Oddziału Wykonawczego Wydziału Bezpieczeństwa i Kontrwywiadu Oddziału II KG AK, którym dowodził porucznik Leszek Kowalewski ps. „Twardy”. Została kierowniczką kobiecej grupy wywiadowczej w składzie: U. Nowakiewicz „Mira”, H. Gołaszewska „Hanka, J. Idzikowska „Ewa”, Danuta Hibner „Nina” i Z. Rusecka „Teresa”. Uczestniczyła w akcjach likwidacyjnych, a jej zadaniem było m.in. przygotowanie likwidacji W. Mostowicz, która była agentką gestapo zamieszaną w aresztowanie gen. Stefana Roweckiego „Grota”, a także konfidentów gestapo Gołębiowskiego i Lubarskiego oraz Leitgebera pełniącego funkcję szefa sekcji wypadowej warszawskiej Kripo. Również do jej zadań należało przenoszenie na miejsce akcji broni i dokumentów, które odbierała po ich zakończeniu. Rannych po akcjach opatrywała, a także dawała im schronienie. Ukrywała również Żydówkę w swoim mieszkaniu znajdującym się na Saskiej Kępie, a także wiele innych zagrożonych osób, przechowywała w nim broń i odbywały się tam również zajęcia podchorążówki.
Uczestniczyła w powstaniu warszawskim, podczas którego walczyła jako łączniczka i dowódca patrolu sanitarnego w 1 kompanii „Zemsta” baonu „Pięść” zgrupowania „Radosław”, a także brała udział w obronie Woli i Starego Miasta. 10 sierpnia walcząc na Stawkach została ranna, a po raz drugi 17 sierpnia na Starym Mieście. 2 września przedostała się kanałami na Żoliborz, a dwa dni później dotarła do Puszczy Kampinoskiej. 29 września 1944 została ranna po raz trzeci podczas walk pod Jaktorowem. 25 października 1944 w czasie pacyfikacji Drzewicy aresztowano ją i uwięziono w Tomaszowie Mazowieckim, a następnie przeniesiono do obozu w Częstochowie. Chciano wywieźć ją na roboty do Niemiec, ale z powodu ran nie nadawała się do wywózki, a po wręczeniu łapówki została zwolniona. 4 listopada 1944 powróciła do Drzewicy, gdzie została łączniczką dowódcy oddziału partyzanckiego AK do dowództwa AK, które przebywało w Grodzisku Mazowieckim. Pełniąc powierzoną jej funkcję została 16 grudnia 1944 ponownie ciężko ranna pod Grójcem. Przebywała w szpitalu w Piasecznie, ale wciąż ciężko chora, 29 stycznia 1945 wróciła do Warszawy.
16 marca 1945 mając rękę w gipsie zatrudniła się w Biurze Odbudowy Stolicy, a następnie jako sekretarka w Społecznym Przedsiębiorstwie Budowlanym, a w 1949 w Przedsiębiorstwie Zaopatrzenia Sprzętowego Budownictwa w Warszawie. W tym samym roku wstąpiła do Związku Bojowników o Wolność i Demokrację (następnie Związku Kombatantów Rzeczypospolitej Polskiej i Byłych Więźniów Politycznych, a od 1991 do Światowego Związku Żołnierzy Armii Krajowej i od 2002 do Klubu Kawalerów Virtuti Militari). Od 1961 pracowała w Ministerstwie Budownictwa, a w 1968 przeszła na emeryturę. Próbowała wyjechać do Wielkiej Brytanii, później do USA, do przebywającego tam męża, ale dopiero w 1957 po raz pierwszy otrzymała paszport.
Po wojnie zaczęła uprawiać kajakarstwo, które było jej pasją. Uczestniczyła w spływach i organizowała liczne imprezy. Członek Polskiego Towarzystwa Turystyczno-Krajoznawczego od 1953 r. Posiadała uprawnienia: przodownika turystyki kajakowej I stopnia, instruktora Polskiego Związku Kajakowego i strażnika ochrony przyrody. Była sekretarzem i wiceprzewodniczącą Komisji Turystyki Kajakowej Okręgu Mazowieckiego PTTK w Warszawie, współzałożycielką Warszawskiego Klubu Wodniaków oraz członkiem Klubu Przodowników Turystyki Kajakowej „Retman” PTTK w Warszawie. Weszła w skład Komisji Turystyki Kajakowej Zarządu Głównego PTTK w latach 1969–1985. Była organizatorką i głównym sędzią spływów kajakowych w kraju i zagranicą na szlakach nizinnych i górskich. Była wychowawcą wielu pokoleń kajakarzy, wykładowczynią na kursach dla przodowników turystyki kajakowej. Była aktywną działaczką na rzecz rozwoju turystyki kajakowej w środowisku młodzieży. Zainicjowała wprowadzenie nowych odznak w turystyce kajakowej. Przyczyniła się do uporządkowania i ujednolicenia systemu weryfikacji odznak. Zaangażowana była również w działalność Polskiego Związku Kajakowego. Odbywała liczne podróże. W 1992 wydano książkę z opisanymi przez nią wspomnieniami z okresu 1939–1945. Decyzją nr 497/Komb. z 11 kwietnia 2008 Minister Obrony Narodowej na wniosek Klubu Kawalerów Orderu Wojennego Virtuti Militari mianował ją na stopień majora. Przed śmiercią awansowana została na podpułkownika.
Zmarła 1 kwietnia 2010 w swoim mieszkaniu na Saskiej Kępie. Pochowana na cmentarzu Powązkowskim w Warszawie (kwatera 346-1-1).

## Ordery i odznaczenia
- Krzyż Srebrny Orderu Virtuti Militari nr 12997[5] – Londyn, 11 listopada 1945
- Krzyż Komandorski Orderu Odrodzenia Polski (na wniosek PZKaj) – Warszawa, 9 października 1998
- Krzyż Kawalerski Orderu Odrodzenia Polski (na wniosek PTTK) – Warszawa, 29 czerwca 1983
- Krzyż Walecznych trzykrotnie – Londyn, 30 grudnia 1949
- Złoty Krzyż Zasługi z Mieczami – Warszawa, 11 grudnia 1965
- Krzyż Partyzancki – Warszawa, 20 grudnia 1966
- Krzyż Armii Krajowej – Londyn, 25 sierpnia 1969
- Medal Wojska czterokrotnie – Londyn, 25 września 1969
- Medal za Warszawę 1939–1945 – Warszawa, 12 marca 1973
- Warszawski Krzyż Powstańczy – Warszawa, 13 stycznia 1982
- Medal „Za udział w wojnie obronnej 1939” – Warszawa, 25 sierpnia 1982
- Medal 10-lecia Polski Ludowej – Warszawa, 17 stycznia 1955
- Medal 40-lecia Polski Ludowej – Warszawa, 22 lipca 1984

## Odznaki i tytuły honorowe
- Odznaka Grunwaldzka – Warszawa, 17 stycznia 1974
- Odznaka Partyzancka uczestnika walk Grupy Kampinos AK w 1944 roku z najeźdźcą niemieckim – Warszawa, 1978
- Odznaka Pamiątkowa Zgrupowania „Radosław” za udział w walkach powstańczych – Warszawa, 2 października 1979
- Odznaka za Zasługi dla Związku Bojowników o Wolność i Demokrację – Warszawa, 9 marca 1987
- Złota Odznaka Warszawskiego Klubu Wodniaków – Warszawa, 11 lutego 1964
- Srebrna Odznaka PTTK – Warszawa, 25 listopada 1966
- Odznaka Honorowa Oddziału Stołecznego PTTK – Warszawa, 9 lutego 1968
- Złota Odznaka PTTK – Warszawa, 16 kwietnia 1969
- Odznaka „Zasłużony dla turystyki w województwie warszawskim” – Warszawa, 15 kwietnia 1972
- Odznaka „Zasłużony Działacz Turystyki” w stopniu złotym – Warszawa, 27 maja 1974
- Odznaka honorowa „Zasłużony dla Budownictwa i Przemysłu Materiałów Budowlanych” – Warszawa, 7 maja 1975
- Odznaka 1000-lecia Państwa Polskiego – Warszawa, 1978
- Medal z okazji 25-lecia WKW-PTTK – Warszawa, 17 lutego 1979
- Odznaka „25 lat w PTTK” – Warszawa, 16 stycznia 1980
- Złota Honorowa Odznaka Polskiego Związku Kajakowego – Warszawa, 6 listopada 1980
- Medal 60-lecia Polskiego Związku Kajakowego – Warszawa, 6 sierpnia 1988
- Tytuł Członka Honorowego Polskiego Towarzystwa Turystyczno-Krajoznawczego – Warszawa, 27 października 1989
- Medal 70-lecia Polskiego Związku Kajakowego – Warszawa, 6 listopada 1998
- Tytuł Honorowego Członka Polskiego Związku Kajakowego – Warszawa, styczeń 2001